# آدم ديوتش
آدم ديوتش (بالسويدية: Adam Deutsch)‏ هو لاعب هوكي الجليد سويدي، ولد في 22 مايو 1995 في يفله في السويد.

## وصلات خارجية
- آدم ديوتش على موقع EliteProspects.com (الإنجليزية)
- آدم ديوتش على موقع Eurohockey.com (الإنجليزية)
- آدم ديوتش على موقع HockeyDB.com (الإنجليزية)